# Molomea flavolimbata
Molomea flavolimbata är en insektsart som först beskrevs av Victor Antoine Signoret 1854.  Molomea flavolimbata ingår i släktet Molomea och familjen dvärgstritar. Inga underarter finns listade i Catalogue of Life.